# Associazione Calcio Femminile Milan 2007-2008
Questa voce raccoglie le informazioni riguardanti l'Associazione Calcio Femminile Milan nelle competizioni ufficiali della stagione 2007-2008.

## Stagione
Nel campionato di Serie A 2007-2008 il club terminò al 9º posto con 26 punti, frutto di otto vittorie, cinque pareggi e nove sconfitte, posizione che ha assicurato alla squadra la salvezza e l'accesso nuovamente al massimo livello del campionato italiano per quello successivo.
In Coppa Italia, dopo aver concluso il primo turno al primo posto il minitorneo del gruppo E, fu eliminato agli ottavi di finale dalla Riozzese, perdendo la partita di ritorno fuori casa 2-1 dopo che all'andata l'incontro si era concluso a reti inviolate.

## Organigramma societario
Tratto dal sito Football.it.
Area amministrativa
- Presidente: Francesco Crudo
- Vice Presidente: Giovanni Zambetta
- Consigliere: Giorgio Vitaldi
- Segretario Generale: Antonia Di Cesare

Area tecnica
- Allenatore: Paolo Dagradi (fino al 11/11/2007), Giuseppe Paolo Mincioni (dal 12/11/2007)
- Allenatore portieri: Giuseppe Pantaleoni
- Preparatore atletico: Alessandro Colombo
- Allenatore Primavera: Giovanni Zambetta
- Massaggiatore: Domenico Giuliani

## Rosa
Rosa e ruoli tratti dal sito Football.it.
| N. |                   | Ruolo | Calciatrice               |
| -- | ----------------- | ----- | ------------------------- |
|    | Italia (bandiera) | P     | Michela Cupido            |
|    | Italia (bandiera) | D     | Roberta Antoniozzi        |
|    | Italia (bandiera) | D     | Federica Barosi           |
|    | Italia (bandiera) | D     | Maruska Bernardi          |
|    | Italia (bandiera) | D     | Eleonora Catania          |
|    | Italia (bandiera) | D     | Emanuela Celentano        |
|    | Italia (bandiera) | D     | Elena Del Gaudio          |
|    | Italia (bandiera) | D     | Maria Rosaria Iannuzzelli |
|    | Italia (bandiera) | D     | Monica Maria Morelli      |
|    | Italia (bandiera) | D     | Giulia Pagano             |
|    | Italia (bandiera) | D     | Sonia Quitadamo           |
|    | Italia (bandiera) | D     | Francesca Vitale          |
|    | Italia (bandiera) | C     | Simona Chiapparini        |

| N. |                     | Ruolo | Calciatrice          |
| -- | ------------------- | ----- | -------------------- |
|    | Italia (bandiera)   | C     | Caterina Di Costanzo |
|    | Italia (bandiera)   | C     | Alessia Fadda        |
|    | Italia (bandiera)   | C     | Stefania Fanton      |
|    | Italia (bandiera)   | C     | Mara Ferretti        |
|    | Italia (bandiera)   | C     | Federica Laddaga     |
|    | Italia (bandiera)   | C     | Elisa Miniati        |
|    | Italia (bandiera)   | C     | Ilenia Sancassani    |
|    | Italia (bandiera)   | A     | Alice Lidia Cama     |
|    | Italia (bandiera)   | A     | Sonia Cammarata      |
|    | Italia (bandiera)   | A     | Federica Cappella    |
|    | Italia (bandiera)   | A     | Erica Croce          |
|    | Germania (bandiera) | A     | Ines Österle         |
|    | Italia (bandiera)   | A     | Annalisa Zambetta    |

## Calciomercato

### Sessione estiva
| Acquisti | Acquisti                  | Acquisti | Acquisti   |
| R.       | Nome                      | a        | Modalità   |
| -------- | ------------------------- | -------- | ---------- |
| D        | Maria Rosaria Iannuzzelli | Torino   | definitivo |
| C        | Elisa Miniati             | Torino   | definitivo |

| Cessioni | Cessioni       | Cessioni | Cessioni   |
| R.       | Nome           | a        | Modalità   |
| -------- | -------------- | -------- | ---------- |
| D        | Giulia Perelli | Torres   | definitivo |

## Risultati

### Serie A

#### Girone di andata
| Arbitro: | Stefano Longo (Bergamo) |

|          |           |  |
| Cama 91’ | Marcatori |  |

| Arbitro: | Simone Berni (Forlì) |

|           |           |                                   |
| Guagni 7’ | Marcatori | 11’ Sancassani 51’ Croce 65’ Cama |

| Arbitro: | Giuliani (Biella) |

|               |           |  |
| Sancassani 4’ | Marcatori |  |

| Arbitro: | Praticò (Treviglio) |

|                             |           |  |
| Scarpellini 28’ Mangili 36’ | Marcatori |  |

| Arbitro: | Stefano Longo (Bergamo) |

|  |           |                                    |
|  | Marcatori | 65’ Zorri 74’ Carissimi 76’ Pasqui |

| Arbitro: | Alfredo Pavone (Forlì) |

|                             |           |                |
| Sabatino 31’, 64’ Costi 53’ | Marcatori | 73’ Sancassani |

| Arbitro: | Giuseppe Panarese (Chiasso) |

|                                       |           |              |
| Cama 2’, 24’ Österle 85’ Zambetta 91’ | Marcatori | 46’ Piccinno |

| Arbitro: | Marco Foscato (Venezia) |

|                            |           |                                |
| Brumana 13’, 31’ Mauro 43’ | Marcatori | 51’, 86’ Laddaga 73’ Celentano |

| Arbitro: | Marco Addis (Olbia) |

|                  |           |               |
| Conti 42’ (rig.) | Marcatori | 75’ Cammarata |

| Arbitro: | Gianluca Bellero (Casale Monferrato) |

|                    |           |                             |
| Croce 40’ Cama 52’ | Marcatori | 42’, 49’ Rigatti 60’ Parisi |

| Arbitro: | Matteo Mauri (Trento) |

|                                    |           |  |
| Boni 7’ Mencaccini 44’ Tuttino 79’ | Marcatori |  |

#### Girone di ritorno
| Arbitro: | Marco Foscato (Venezia) |

|  |           |           |
|  | Marcatori | 84’ Fadda |

| Arbitro: | Marco Scirè (Chivasso) |

|                       |           |  |
| Miniati 63’ Fadda 73’ | Marcatori |  |

| Monza 2 febbraio 2008 14ª giornata | Fiammamonza                | 0 – 0 referto | ACF Milan | Stadio Gino Alfonso Sada\| Arbitro: \| Valerio La Torre (Legnano) \| |
| Arbitro:                           | Valerio La Torre (Legnano) |               |           |                                                                      |

| Arbitro: | Riccardo Bucchino (Torino) |

|  |           |                             |
|  | Marcatori | 48’, 76’ Ramera 73’ Mangili |

| Arbitro: | Matteo Dalla Valle (Albenga) |

|                 |           |  |
| Parodi 49’, 55’ | Marcatori |  |

| Arbitro: | Marco Serra (Torino) |

|           |           |  |
| Cama 789’ | Marcatori |  |

| Arbitro: | Fabio Ghellere (Parma) |

|              |           |  |
| Piccinno 29’ | Marcatori |  |

| Arbitro: | Simone Spolaore (Torino) |

|           |           |             |
| Croce 85’ | Marcatori | 57’ Bissoli |

| Arbitro: | Gianluca Bellero (Casale Monferrato) |

|  |           |                                  |
|  | Marcatori | 3’ Pintus 16’ Fuselli 42’ Crespi |

| Arbitro: | Giuseppe Paladino (Rovereto) |

|  |           |                            |
|  | Marcatori | 9’, 49’ Cappella 47’ Croce |

| Arbitro: | Melissa Gelmini (Bergamo) |

|              |           |             |
| Ferretti 11’ | Marcatori | 38’ Tuttino |

### Coppa Italia

#### Primo turno
Girone E

#### Ottavi di finale
| Cerro al Lambro 8 marzo 2008 Andata | Riozzese         | 0 – 0 | ACF Milan | Stadio comunale\| Arbitro: \| Andresi (Milano) \| |
| Arbitro:                            | Andresi (Milano) |       |           |                                                   |

| Arbitro: | Rossi (Milano) |

|                      |           |                   |
| Celentano 70’ (rig.) | Marcatori | 36’, 77’ Piccinno |

## Statistiche

### Statistiche di squadra
| Competizione | Punti | In casa | In casa | In casa | In casa | In casa | In casa | In trasferta | In trasferta | In trasferta | In trasferta | In trasferta | In trasferta | Totale | Totale | Totale | Totale | Totale | Totale | DR  |
| Competizione | Punti | G       | V       | N       | P       | Gf      | Gs      | G            | V            | N            | P            | Gf           | Gs           | G      | V      | N      | P      | Gf     | Gs     | DR  |
| ------------ | ----- | ------- | ------- | ------- | ------- | ------- | ------- | ------------ | ------------ | ------------ | ------------ | ------------ | ------------ | ------ | ------ | ------ | ------ | ------ | ------ | --- |
| Serie A      | 26    | 11      | 5       | 2       | 4       | 13      | 15      | 11           | 3            | 3            | 5            | 12           | 16           | 22     | 8      | 5      | 9      | 25     | 31     | -6  |
| Coppa Italia | -     | -       | -       | -       | -       | -       | -       | -            | -            | -            | -            | -            | -            | 7      | 5      | 1      | 1      | 21     | 2      | +19 |
| Totale       | -     | -       | -       | -       | -       | -       | -       | -            | -            | -            | -            | -            | -            | 29     | 13     | 6      | 10     | 46     | 33     | +13 |

### Statistiche delle giocatrici
| Giocatore         | Serie A  | Serie A | Serie A     | Serie A    | Coppa Italia | Coppa Italia | Coppa Italia | Coppa Italia | Totale   | Totale | Totale      | Totale     |
| Giocatore         | Presenze | Reti    | Ammonizioni | Espulsioni | Presenze     | Reti         | Ammonizioni  | Espulsioni   | Presenze | Reti   | Ammonizioni | Espulsioni |
| ----------------- | -------- | ------- | ----------- | ---------- | ------------ | ------------ | ------------ | ------------ | -------- | ------ | ----------- | ---------- |
| R. Antoniozzi     | 1        | 0       | 0           | 0          | ?            | ?            | ?            | ?            | 1+       | 0+     | 0+          | 0+         |
| F. Barosi         | 2        | 0       | 0           | 0          | ?            | ?            | ?            | ?            | 2+       | 0+     | 0+          | 0+         |
| M. Bernardi       | 18       | 0       | 2           | 0          | ?            | ?            | ?            | ?            | 18+      | 0+     | 2+          | 0+         |
| A. Cama           | 20       | 6       | 1           | 0          | ?            | ?            | ?            | ?            | 20+      | 6+     | 1+          | 0+         |
| S. Cammarata      | 15       | 1       | 1           | 0          | ?            | ?            | ?            | ?            | 15+      | 1+     | 1+          | 0+         |
| F. Cappella       | 4        | 2       | 1           | 0          | ?            | ?            | ?            | ?            | 4+       | 2+     | 1+          | 0+         |
| E. Catania        | 5        | 0       | 1           | 0          | ?            | ?            | ?            | ?            | 5+       | 0+     | 1+          | 0+         |
| E. Celentano      | 17       | 1       | 0           | 0          | ?            | ?            | ?            | ?            | 17+      | 1+     | 0+          | 0+         |
| S. Chiapparini    | 6        | 0       | 0           | 0          | ?            | ?            | ?            | ?            | 6+       | 0+     | 0+          | 0+         |
| E. Croce          | 22       | 4       | 0           | 0          | ?            | ?            | ?            | ?            | 22+      | 4+     | 0+          | 0+         |
| M. Cupido         | 22       | -31     | 0           | 0          | ?            | ?            | ?            | ?            | 22+      | -31+   | 0+          | 0+         |
| E. Del Gaudio     | 19       | 0       | 2           | 0          | ?            | ?            | ?            | ?            | 19+      | 0+     | 2+          | 0+         |
| C. Di Costanzo    | 2        | 0       | 1           | 0          | ?            | ?            | ?            | ?            | 2+       | 0+     | 1+          | 0+         |
| A. Fadda          | 7        | 2       | 1           | 0          | ?            | ?            | ?            | ?            | 7+       | 2+     | 1+          | 0+         |
| S. Fanton         | 15       | 0       | 1           | 0          | ?            | ?            | ?            | ?            | 15+      | 0+     | 1+          | 0+         |
| M. Ferretti       | 5        | 1       | 1           | 0          | ?            | ?            | ?            | ?            | 5+       | 1+     | 1+          | 0+         |
| M. R. Iannuzzelli | 22       | 0       | 3           | 0          | ?            | ?            | ?            | ?            | 22+      | 0+     | 3+          | 0+         |
| F. Laddaga        | 19       | 2       | 0           | 0          | ?            | ?            | ?            | ?            | 19+      | 2+     | 0+          | 0+         |
| E. Miniati        | 20       | 1       | 2           | 0          | ?            | ?            | ?            | ?            | 20+      | 1+     | 2+          | 0+         |
| M. M. Morelli     | 2        | 0       | 0           | 0          | ?            | ?            | ?            | ?            | 2+       | 0+     | 0+          | 0+         |
| I. Österle        | 17       | 1       | 0           | 0          | ?            | ?            | ?            | ?            | 17+      | 1+     | 0+          | 0+         |
| G. Pagano         | 2        | 0       | 0           | 0          | ?            | ?            | ?            | ?            | 2+       | 0+     | 0+          | 0+         |
| S. Quitadamo      | 13       | 0       | 2           | 0          | ?            | ?            | ?            | ?            | 13+      | 0+     | 2+          | 0+         |
| I. Sancassani     | 7        | 3       | 1           | 0          | ?            | ?            | ?            | ?            | 7+       | 3+     | 1+          | 0+         |
| F. Vitale         | 6        | 0       | 0           | 0          | ?            | ?            | ?            | ?            | 6+       | 0+     | 0+          | 0+         |
| A. Zambetta       | 6        | 1       | 0           | 0          | ?            | ?            | ?            | ?            | 6+       | 1+     | 0+          | 0+         |